# Helga Henselder-Barzel

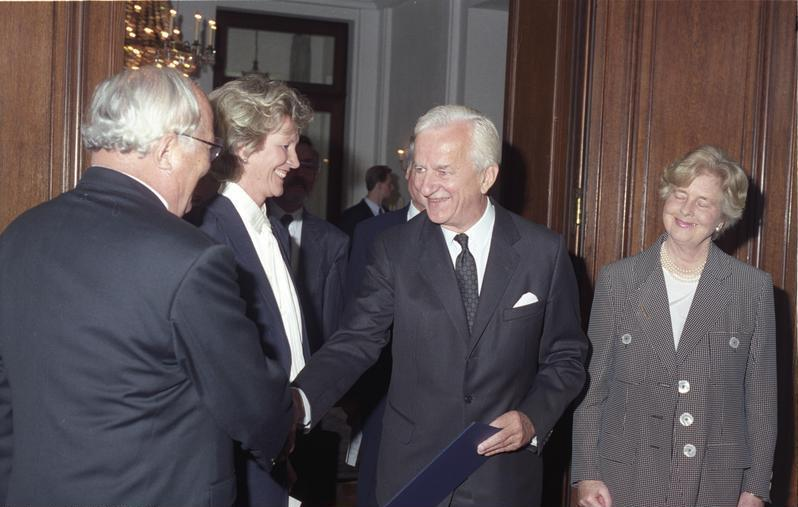
Helga Henselder-Barzel (2. v. l.) bei der Verleihung des Bundesverdienstkreuzes 1993

Helga Henselder-Barzel (* 4. Januar 1940 in Koblenz; † 15. Dezember 1995 bei Solms) war eine deutsche Politologin. Von 1984 bis zu ihrem Tod war sie Präsidentin der Welthungerhilfe.

## Leben
Henselder war Enkelin des Automobilfabrikanten August Horch. Am 24. Mai 1982 heiratete sie ihren Parteikollegen, den CDU-Politiker Rainer Barzel. Sie kam am 15. Dezember 1995 bei einem Autounfall ums Leben, als sie auf der Bundesstraße 49 die Kontrolle über ihren Wagen verlor und auf der Gegenfahrbahn mit einem Lkw zusammenstieß.

## Ehrungen
- Großes Bundesverdienstkreuz (30. September 1993)[1]